# مسیه ۶۹
مسیه ۶۹(به انگلیسی: Messier 69) یا ان‌جی‌سی ۶۱۲۱ یک خوشه ستاره‌ای کروی در صورت فلکی کمان است که فاصله آن از زمین بیست و پنج هزار سال نوری و قدر ظاهری آن ۹ است.